# Mina Sue Choi
Mina Sue Choi (sinh ngày 22 tháng 2 năm 1999 tại Sydney, Úc) là một người mẫu và hoa hậu người Hàn Quốc, cô đã đăng quang tại Hoa hậu Trái Đất 2022 và trở thành người Hàn Quốc đầu tiên chiến thắng Hoa hậu Trái Đất. Trước đó, cô từng đăng quang ngôi vị Á hậu 1 tại Hoa hậu Hàn Quốc 2021 và được chỉ định là Hoa hậu Trái Đất Hàn Quốc 2022 đại diện cho Hàn Quốc tại Hoa hậu Trái Đất 2022 được tổ chức ở Philippines.

## Tiểu sử
Mina Sue Choi sinh ra tại Úc. Vào năm 2022, cô đang theo học tại trường Đại học Illinois Urbana-Champaign.

## Các cuộc thi sắc đẹp

### Hoa hậu Hàn Quốc 2021
Cô tham gia Hoa hậu Hàn Quốc 2021 và đạt được danh vị Á hậu 1 của cuộc thi.

### Hoa hậu Trái Đất 2022
Cô được chỉ định là đại diện Hàn Quốc tại cuộc thi Hoa hậu Trái Đất 2022 diễn ra ở Philippines.
Câu hỏi trong phần thi ứng xử của Hoa hậu Trái Đất 2022: "Một điều bạn muốn sửa chữa trên thế giới là gì? Và bạn sẽ sửa chữa nó như thế nào?"
Câu trả lời của Choi: "Nếu có điều gì đó tôi muốn sửa chữa trên thế giới này, đó sẽ là một sự đồng cảm. Chúng ta thường nhầm lẫn lòng tốt là đồng cảm, nhưng điều đồng cảm thực sự là đặt mình vào vị trí của người khác. Và khi nói đến vấn đề khí hậu cũng như các vấn đề khác trên thế giới này, người ta phải đồng cảm.
Bạn cần thực sự thấy người khác nhìn nhận thế giới này như thế nào. Bạn cần hiểu nỗi đau của họ bằng cách ở trong vị trí của họ. Và điều đó khiến tôi cảm thấy lòng tốt khác với sự đồng cảm. Và nếu tôi có cơ hội định nghĩa nó theo cách khác, đó là cách tôi sẽ thực hiện."
Vào đêm chung kết của cuộc thi, cô đã đăng quang ngôi vị Hoa hậu Trái Đất 2022 và trở thành người Hàn Quốc đầu tiên đăng quang một trong bốn cuộc thi của Tứ đại Hoa hậu.